# 오사와노정
오사와노정(大沢野町)은 도야마현 가미니카와군에 설치되었던 정이다. 현재의 도야마시에 해당한다.

## 지리
남북 21㎞의 좁고 긴 영역을 가진 마을로 진즈강과 하안단구에 의해 인접 지역과 분단된 지형을 이루고 있다. 오사와노 마을의 오랜 시가가 있는 부분은 히다 가도의 거리촌으로서 번창한 오쿠보 지구로, 현재의 국도 41호와 거의 평행하게 길쭉하게 취락이 펼쳐져 있다.오사와노 정 북부는 평야가 트여 있어 교통편도 좋고 도야마 시가로의 베드 타운으로서 택지화가 진행되고 있다.

## 교통

### 철도
- 서일본 여객철도 다카야마 본선

### 도로
- 국도 41호선